# Lepidostoma orientale
Lepidostoma orientale is een schietmot uit de familie Lepidostomatidae. De soort komt voor in het Oriëntaals en het Palearctisch gebied.